# Łąki (powiat garwoliński)
Łąki – wieś sołecka w Polsce, położona w województwie mazowieckim, w powiecie garwolińskim, w gminie Górzno.
| SIMC    | Nazwa        | Rodzaj    |
| ------- | ------------ | --------- |
| 0671800 | Łąki-Kolonia | część wsi |

W latach 1975–1998 miejscowość należała administracyjnie do województwa siedleckiego.
Wierni Kościoła rzymskokatolickiego należą do parafii św. Jana Chrzciciela w Górznie.